# Real Academia de la Historia Portuguesa

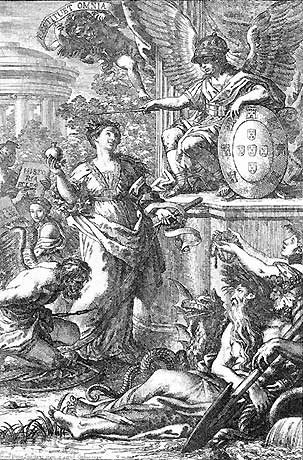
Grabado de Vieira Lusitano alusivo a la creación de la Real Academia de la Historia Portuguesa, 1720

La Real Academia de la Historia Portuguesa (1720-1776) fue una institución académica portuguesa fundada por decreto el 8 de diciembre de 1720 por el rey Juan V. La institución fue una de las manifestaciones de la Ilustración en Portugal y tenía como objetivo escribir la historia de Portugal y la de sus dominios de ultramar.
Fue la precursora de la Real Academia de Ciencia de Lisboa, hoy llamada simplemente Academia de las Ciencias de Lisboa, fundada en 1780, y legó un importante acervo de publicaciones en su Colecção dos Documentos e Memórias da Academia Real de História, así como en las obras individuales de sus socios. La institución se extinguió por falta de actividad en 1776. No obstante, la Academia Portuguesa de la Historia, fundada en 1936, se erigió como su sucesora. 

## Historia
La institución debe su fundación a la acción política de António Caetano de Sousa y de Francisco Xavier de Meneses, cuarto conde de Ericeira, que consiguieron atraer la atención del rey Juan V al entonces moderno estudio de la historia. Este interés llevó a la creación de la academia el 8 de diciembre de 1720 tras una serie de reuniones iniciadas en 1717 bajo la protección del monarca (de ahí el adjetivo «real»).
En su decreto fundacional se determinó que «se escribe la historia eclesiástica de estos reinos y, posteriormente, todo lo relacionado por la historia de estos y sus conquistas». En consonancia con estos objetivos, el lema de la academia fue Restituet omnia, traducción de su objetivo de restituir al mundo el ilustre conjunto de acciones gloriosas de los lusitanos.  
La academia se estableció en una de las salas del palacio de los duques de Braganza y sus estatutos se confirmaron por decreto el 4 de enero de 1721. En esos estatutos se estableció que hubiera cincuenta académicos, que se encargarían de escribir la historia eclesiástica, militar y civil de Portugal y cuyas publicaciones estarían libre de cualquier censura, exceptuando la de los cuatro censores de la academia. Gracias a una Carta Regia del 11 de enero de 1721, los académicos recibieron una autorización especial que le facilitaba el acceso a los archivos del reino.
Con ella se reformuló la historiografía portuguesa, ya que en la academia confluyeron el abandono la literatura monástica como principal fuente del conocimiento histórico; pero también una cierta limitación en la recogida y el tratamiento de la información, lo que supuso una pérdida de eficacia, comprensible a la luz de la revolución metodológica que sus miembros pretendían, aunque aparentemente sin asimilar del todo los nuevos procesos. 
A pesar de los esfuerzos de uno de sus impulsores más comprometidos e ilustrados, António Caetano de Sousa, los trabajos de la academia sólo quedaron, a veces, en ejercicios retóricos pomposos y no en la investigación científica de la historia que la institución propugnaba.
Entre sus miembros más importantes además de Caetano de Sousa se encontraban importantes aristócratas como Fernão Teles da Silva, marqués de Alegrete, los marqueses de Abrantes, de Fronteira y de Valença, el conde de Ericeira, Manuel Teles da Silva, Diogo Barbosa Machado, Alexandre Ferreira, Jerónimo Contador de Argote, Raphael Bluteau, António dos Reis y el padre Bartolomeu Lourenço de Gusmão.
A partir de 1729 comenzaron a surgir los resultados de la labor de la academia mediante la publicación de un conjunto de obras de la historiografía portuguesa:
- Prosas Portuguesas recitadas em differentes Congressos Academicos, de Raphael Bluteau, 2 tomos en un volumen (1728)
- Notícias Cronológicas da Universidade de Coimbra, de Francisco Leitão Ferreira (1729)
- Memórias para a História Eclesiástica do Bispado da Guarda, de Silva Leal (1729)
- Memórias para a História do governo de D. João I, de José Soares da Silva (de 1730 hasta 1734)
- Memórias para a História Eclesiástica do Bispado da Guarda, de Jerónimo Contador de Argote (de 1732 hasta 1747)
- Memória Histórica da Ordem Militar de S. João de Malta, de fray Lucas de Santa Catarina (1734)
- Geografia Histórica dos Estados Soberanos da Europa de fray Lucas de Santa Catarina (1734 e 1736)
- História Genealógica da Casa Real, de António Caetano de Sousa, de los que se publicaron 19 volúmenes entre 1735 y 1748, junto conProvas e Índice
- Memórias Históricas de Algumas Ordens Militares, de Alexandre Ferreira (1735)
- Memórias para a História de Portugal que compreendem o governo de D. Sebastião, de Diogo Barbosa Machado (entre 1736 y 1751 en cuatro volúmenes)
- História da Santa Inquisição do Reino de Portugal e suas Conquistas, de Pedro Monteiro (1749 y 1750)
- Memórias para a História da Universidade de Coimbra, de Francisco Leitão Ferreira
- Vocabulário Latino e Português, de Raphael Bluteau,
- Dicionário Geográfico, de Luís Cardoso, obra monumental que sólo llegó hasta la letra C debido a la interrupción provocada por el terremoto de 1755.

La historia y la producción científica de la academia están patentes en la Historia da Academia de História, publicada por Fernão Teles da Silva, y en la Colecção dos Documentos e Memórias da Academia Real de História Portuguesa, impresa entre 1721 y 1736 en 15 volúmenes.
Tras conocer un corto periodo de bonanza, entró a partir de 1736 en lenta decadencia hasta que desapareció alrededor de 1776. 